# Burdąg (gromada)
Burdąg – dawna gromada, czyli najmniejsza jednostka podziału terytorialnego Polskiej Rzeczypospolitej Ludowej w latach 1954–1972.
Gromady, z gromadzkimi radami narodowymi (GRN) jako organami władzy najniższego stopnia na wsi, funkcjonowały od reformy reorganizującej administrację wiejską przeprowadzonej jesienią 1954 do momentu ich zniesienia z dniem 1 stycznia 1973, tym samym wypierając organizację gminną w latach 1954–1972.
Gromadę Burdąg z siedzibą GRN w Burdągu utworzono – jako jedną z 8759 gromad na obszarze Polski – w powiecie nidzickim w woj. olsztyńskim na mocy uchwały nr 19 WRN w Olsztynie z dnia 4 października 1954. W skład jednostki weszły obszary dotychczasowych gromad Burdąg i Małszewo ze zniesionej gminy Jedwabno w powiecie nidzickim oraz obszar dotychczasowej gromady Waplewo ze zniesionej gminy Pasym w powiecie szczycieńskim w tymże województwie. Dla gromady ustalono 9 członków gromadzkiej rady narodowej.
1 stycznia 1955 gromadę włączono do powiatu szczycieńskiego w tymże województwie.
Gromadę zniesiono 1 stycznia 1958, a jej obszar włączono do gromady Jedwabno w tymże powiecie.